# Kølby
Kølby er en landsby med under 200 indbyggere  beliggende i det nordvestlige Himmerland 2 km. vest for Farstrup. Nær Limfjorden 16 km. vest for Nibe og 12 km. øst for Løgstør. Byen ligger i Region Nordjylland og hører under Aalborg Kommune. Kølby er beliggende i Farstrup Sogn.